# ایساری
ایساری (به لاتین: Isari) یک منطقهٔ مسکونی در افغانستان است که در ولسوالی ارگو واقع شده‌است.